# Margarita Fuchs
Margarita Fuchs (* 1951 in Riedau im Innviertel, Oberösterreich), aufgewachsen in Grieskirchen ist eine österreichische Schriftstellerin. Sie lebt mit ihrer Familie in der Stadt Salzburg.

## Leben und Werk
Margarita Fuchs absolvierte nach der Reifeprüfung am Realgymnasium in Wels das Lehramtsstudium für Germanistik und Geographie und Wirtschaftskunde in Salzburg und war danach für 25 Jahre als Lehrerin am Oberstufen-Realgymnasium in Neumarkt am Wallersee und an der Handelsakademie in der Stadt Salzburg tätig. Daneben unterrichtete sie am Berufsförderungsinstitut (BFI) in der Stadt Salzburg. Zu diesen beruflichen Anforderungen kamen die Aufgaben als Mutter von drei Kindern.
Nach einem Schlaganfall und mit diesem verbundenen Sprachverlust musste sie den Lehrberuf aufgeben und die langsam wiedererlangte Sprache wies ihr einen neuen Weg und setzte ihre Kräfte als Schriftstellerin frei. Die Überwindung der Krankheit machte ihr Mut zu einem Neubeginn.
Fuchs lebt in Salzburg, ist Mitglied der Salzburger Autorengruppe und der Grazer Autorenversammlung und schreibt seit 2003 Gedichte, Kurzgeschichten und Romane. Die Kurzgeschichte „Roma“ aus dem Erzählband „Baiana“, 2013, wurde von Studenten der Filmakademie Wien als Kurzfilm unter dem Titel „Perlmutter“ beim Max-Ophüls-Preis 2014 eingereicht und im Herbst 2014 im Filmkulturzentrum „Das Kino“ gezeigt.
Als "Erzählungen mit Unheimlichkeitspotenzial" bezeichnet der Salzburger Literaturkritiker Anton Thuswaldner die Geschichten im letzten Buch Süßer als Salz, das im Jahr 2023 erschienen ist. Er schreibt, dass es zwar einen Unterschied macht, "ob sich die Defizite der Seele im Kriegsgebiet der Ukraine bemerkbar machen oder in einer kleinen österreichischen Stadt". Jede Erzählung des Buches habe ein Unheimlichkeitspotenzial.

## Auszeichnungen
- 2007: MDR-Preisträgerin 2007 in Leipzig
- 2008 Finalistin Meraner Lyrikpreis
- 2008 Rauriser Förderpreis

## Werke
- Süßer als Salz. Erzählungen. Edition Tandem, Salzburg und Wien 2023 ISBN 978-3-904068-70-3
- ziemlich nah. Margarita Fuchs liest Margarita Fuchs. Hörbuch. Edition Tandem, Salzburg und Wien 2020 ISBN 978-3-904068-27-7
- Der Mars ist wüst. Geschichten Edition Tandem, Salzburg und Wien 2020. ISBN 978-3-904068-10-9
- Der Fall Brand. Roman. Edition Tandem, Salzburg und Wien 2016 ISBN 978-3-902932-56-3
- Baiana. Geschichten. Edition Tandem, Salzburg und Wien 2013 ISBN 978-3-902606-89-1
- Aus nächster Ferne. Roman. Edition Tandem, Salzburg und Wien 2011 ISBN 978-3-902606-58-7
- rokokohaus, Gedichte mit Malereien von Lotte Ranft. Edition Tandem, Salzburg und Wien 2010 ISBN 978-3-902606-38-9
- Ich träumte weiß. Anmerkungen zu einer Jahreszeit. Edition Garamond, Wien 2006. ISBN 978-3-85306-034-6
- Talentierte Labyrinthe. Zügellose Nachgedanken und andere Gedichte. Edition Garamond, Wien 2005. ISBN 978-3-85306-031-5
- Das große Fest in Portobuffolé. Edition Garamond, Wien 2003. ISBN 978-3-85306-025-4